# Гідробаланс
Гідробаланс — це співвідношення рідини, що потрапила в організм, і рідини виділеної організмом за певний проміжок часу (декілька годин, добу, час тренування, марафону тощо). Уведена рідина — вся рідина, що потрапила в організм з питтям або їжею. Виведена рідина — рідина, яка покинула організм з фізіологічними виділеннями, потом, диханням. Термін гідробаланс також використовується для означення стану рівноваги між втратами і надходженням вологи в організм.
Оптимальний гідробаланс дорівнює одиниці або 100% (становище, коли кількість вжитої та витраченої вологи є однаковою) і є однією із важливих умов гарного самопочуття і гарної роботи всіх внутрішніх органів.

## Нервова й ендокринна регуляція гідробалансу в організмі
Гідробаланс в організмі підтримується завдяки злагодженій роботі ендокринної та нервової систем. Основним гормоном, який відповідає за виділення води з організму, є гормон гіпофіза вазопресин або антидіуретичний гормон. Він знижує тонус судин нирок і таким чином зменшує виділення сечі. Під час фізичних навантажень внаслідок рясного потовиділення знижується обсяг плазми в крові та підвищується секреція вазопресину, що дозволяє підтримувати відносно сталий рівень води в організмі.
Іншим гормоном, який підтримує гідробаланс, є гормон наднирників альдостерон. Цей гормон забезпечує затримання натрію в плазмі крові, який зі свого боку, затримує воду. Під час фізичних навантажень виділення альдостерону підвищується, що викликає посилення зворотного всмоктування натрію нирками і затримку води в організмі.
До гормонів, які підвищують виділення води нирками, відносяться також статеві гормони: паратгормон і гормон щитоподібної залози тироксин. Якщо вміст води в організмі зменшується, виникає відчуття спраги: відбувається згущення крові і відповідні нервові рецептори посилають сигнал про це до головного мозку. Гідробаланс керується сигналами від осморецепторів гіпоталамуса і барорецепторів судинної системи.

## Дегідратація
Порушений гідробаланс (негативний гідробаланс) загрожує зневодненням різного ступеня. Крім спраги та сухості в роті, до перших ознак зневоднення відносять слабкість, підвищену стомлюваність, порушення терморегуляції.
Якщо нестача води в організмі не поповнюється своєчасно, то стан людини значно погіршується. З'являються такі ознаки, як головний біль, безсоння, поколювання або втрата чутливості в кінцівках, в подальшому втрата свідомості.
У важких випадках, наприклад, під час напружених тренувань за високої зовнішньої температури, нестача води в організмі може призвести до надмірного зневоднення і зрештою, до смерті (у випадках, коли гідробаланс падає до 80%, тобто організм втрачає до 20% води).

## Надмірна гідратація
Небезпечна і зворотна (хоча і досить рідкісна) ситуація надмірного вживання води — понадгідратація. Це може призвести до гіпонатріємії, тобто пониженого вмісту натрію в крові, коли нирки не можуть переробити занадто великий обсяг рідини в організмі.
Симптоми надмірного вживання води: головний біль (через набряк головного мозку), дезорієнтація, нудота і блювота.

## Підтримка гідробалансу
Потреба організму у воді залежить від безлічі факторів: вага тіла, вік, температура тіла, вид та насиченість м'язової діяльності, стан здоров'я, характер обміну речовин, раціон харчування, температура і вологість навколишнього середовища .
Добова потреба дорослої людини становить приблизно 33-40 мл води на 1 кг маси тіла на добу. Потреба новонародженого — 120-140 мл на кг, а дитина у віці 1-7 років потребує 80-100 мл води на кілограм ваги.
Підвищення температури тіла на 1°C збільшує потребу у воді на 100 мл, посилене потовиділення вимагає додаткових 500-1000 мл.
Основним джерелом надходження води до організму (близько 60%) є вода і різноманітні безалкогольні напої. Крім того, близько 30% води надходить в організм з їжею. І ще 10% (близько склянки) води є ендогенною, тобто утворюється в організмі в ході окислення білків, жирів і вуглеводів. Для нормальної роботи організм людини має потребу приблизно в 2,5 літрах води на добу. З урахуванням ендогенної води і води, що надходить з їжею, щоденна кількість води для дорослого, становить 1-1,5 літра чистої води.
Добову норму води слід випивати в декілька приймань протягом дня (від однієї склянки за один раз). У цьому разі організм простіше відновлює гідробаланс.
Також має значення якість води. Найкраще вживати щодня чисту природну питну воду з невисоким ступенем мінералізації.

## Індивідуальний розрахунок обсягу води для спортсмена
Найпростіший спосіб визначити гідробаланс організму — зважування до і після тренування. Втрата 1 кг ваги означає втрату приблизно 1 літра води.
Під час регулярного зважування та аналізі даних, спортсмен може отримати уявлення про те, скільки води втрачає під час тренувань різного виду і напруженості та розрахувати скільки води йому потрібно випити, щоби своєчасно поповнити втрати.
Слід прагнути до постійної ваги, заповнювати 80% нестачі вологи в організмі протягом тренування, а решту відшкодувати після закінчення тренування. Рекомендується випити води в півтора рази більше від нестачі ваги утвореної в організмі за підсумками тренування.
Для того, щоб скоротити втрати води під час тренування, рекомендується також випивати не більше 400 мл води за 30 хвилин до початку занять спортом.
Тобто, якщо людина без урахування випитої води втрачає впродовж тренування 1 кг, то в ході тренування радять поступово випивати 80% від цієї ваги — тобто 800 мл. А по закінченню тренування зважитися ще раз, визначити зменшення ваги з урахуванням випитої води і випити в півтора рази більше від утвореної нестачі.
(1000 - 800) x 150% = 300 мл води.
Також можна скористатися спрощеною універсальною формулою: 400 мл води за 30 хвилин до тренування, 50 мл води кожні 15 хвилин тренування і 400 мл через 30 хвилин після закінчення тренування.
Для серйозних тренувань і тренувань в нестандартних умовах приблизний метод підрахунку не підходить, радять звернутися до спортивного дієтолога для особистого розрахунку.

## Гідробаланс під час бігу
У разі спортивного бігу необхідна кількість води залежить від віддалі, витривалості спортсмена, напруженості забігу, умов навколишнього середовища.
Для коротких і середніх дистанцій радять вживати 360-480 мл для бігуна вагою близько 60 кг (6-8 мл на кілограм) за 2 години до старту. Поради для учасників марафонів і півмарафонів — поповнювати запаси води на питних станціях в обсягах трохи менших, ніж втрати води з потом під час забігу. Дані марафонських бігунів показують, що атлети втрачають від 2 до 8% від ваги тіла в залежно від умов навколишнього середовища.